# Batalla de Yorktown (1862)
La batalla de Yorktown o asedio de Yorktown se libró del 5 de abril al 4 de mayo de 1862, como parte de la Campaña Peninsular de la guerra civil estadounidense. Marchando desde Fort Monroe, el ejército del Potomac del general George B. McClellan  se encontró con la pequeña fuerza confederada del general John B. Magruder en Yorktown detrás de la Línea Warwick. McClellan suspendió su marcha por la Península hacia Richmond y se instaló para las operaciones de asedio.
El 5 de abril, el IV Cuerpo del general de brigada Erasmus D. Keyes hizo contacto inicial con los trabajos defensivos de la Confederación en Lee's Mill, un área que McClellan esperaba atravesar sin resistencia. El ostentoso movimiento de tropas de Magruder de ida y vuelta convenció a la Unión de que sus obras estaban fuertemente sostenidas. Mientras los dos ejércitos luchaban en un duelo de artillería, el reconocimiento indicaba a Keyes la fuerza y amplitud de las fortificaciones confederadas, y él aconsejaba a McClellan que no las atacara. McClellan ordenó la construcción de fortificaciones de asedio y trajo sus pesados cañones de asedio al frente. Mientras tanto, el general Joseph E. Johnston trajo refuerzos para Magruder.
El 16 de abril, las fuerzas de la Unión sondearon un punto de la línea confederada en la presa N.º 1. Sin embargo, la Unión no ha sabido aprovechar el éxito inicial de este ataque. Esta oportunidad perdida retrasó a McClellan durante dos semanas adicionales mientras trataba de convencer a la Marina de que evitara las grandes armas de los confederados en Yorktown y Gloucester Point y ascendiera el río York hasta West Point y flanqueara la línea Warwick. McClellan planeó un bombardeo masivo para el amanecer del 5 de mayo, pero el ejército confederado se escabulló durante la noche del 3 de mayo hacia Williamsburg.
La batalla tuvo lugar cerca del sitio del asedio de 1781 a Yorktown.

## Antecedentes
McClellan había elegido acercarse a la capital confederada de Richmond, Virginia, con una operación anfibia que desembarcó tropas en la punta de la península de Virginia en Fort Monroe. Su Ejército del Potomac contaba con 121.500 hombres, transportados a partir del 17 de marzo en 389 embarcaciones. McClellan planeaba utilizar las fuerzas de la Armada de Estados Unidos para envolver Yorktown, pero el surgimiento del CSS Virginia recubierto de hierro de la Confederación y la batalla de Hampton Roads (8 y 9 de marzo de 1862) perturbaron este plan. La amenaza del Virginia en el río James y las pesadas baterías confederadas en la desembocadura del río York impidieron que la Marina asegurara a McClellan que podían controlar el York o el James, por lo que se decidió por un enfoque puramente terrestre hacia Yorktown.
Los defensores confederados de Yorktown, encabezados por el general de división John B. Magruder, inicialmente contaban sólo con 11.000 a 13.000 hombres; el resto de las fuerzas confederadas, bajo el mando general del general Joseph E. Johnston, permanecieron desplegadas por todo el este de Virginia en Culpeper, Fredericksburg y Norfolk. Magruder construyó una línea defensiva desde Yorktown en el río York, detrás del río Warwick, hasta Mulberry Point en el río James (incluso aprovechando algunas trincheras excavadas originalmente por Cornwallis en 1781) para bloquear eficazmente todo el ancho de la península, aunque no pudo manejar adecuadamente ninguna de las obras defensivas en ese momento. Esto se conoció como la Línea Warwick.
El plan de McClellan pedía que el III Cuerpo del mayor general Samuel P. Heintzelman fijara a las tropas confederadas en sus trincheras cerca del río York, mientras que el IV Cuerpo del general de brigada Erasmus D. Keyes envolvía a la derecha confederada y cortó sus líneas de comunicación. McClellan y su equipo, ignorantes de la extensión de la línea de Magruder, asumieron que los confederados se habían concentrado sólo en las inmediaciones de Yorktown.

## Batalla

### Avances de la Unión y Lee´s Mill

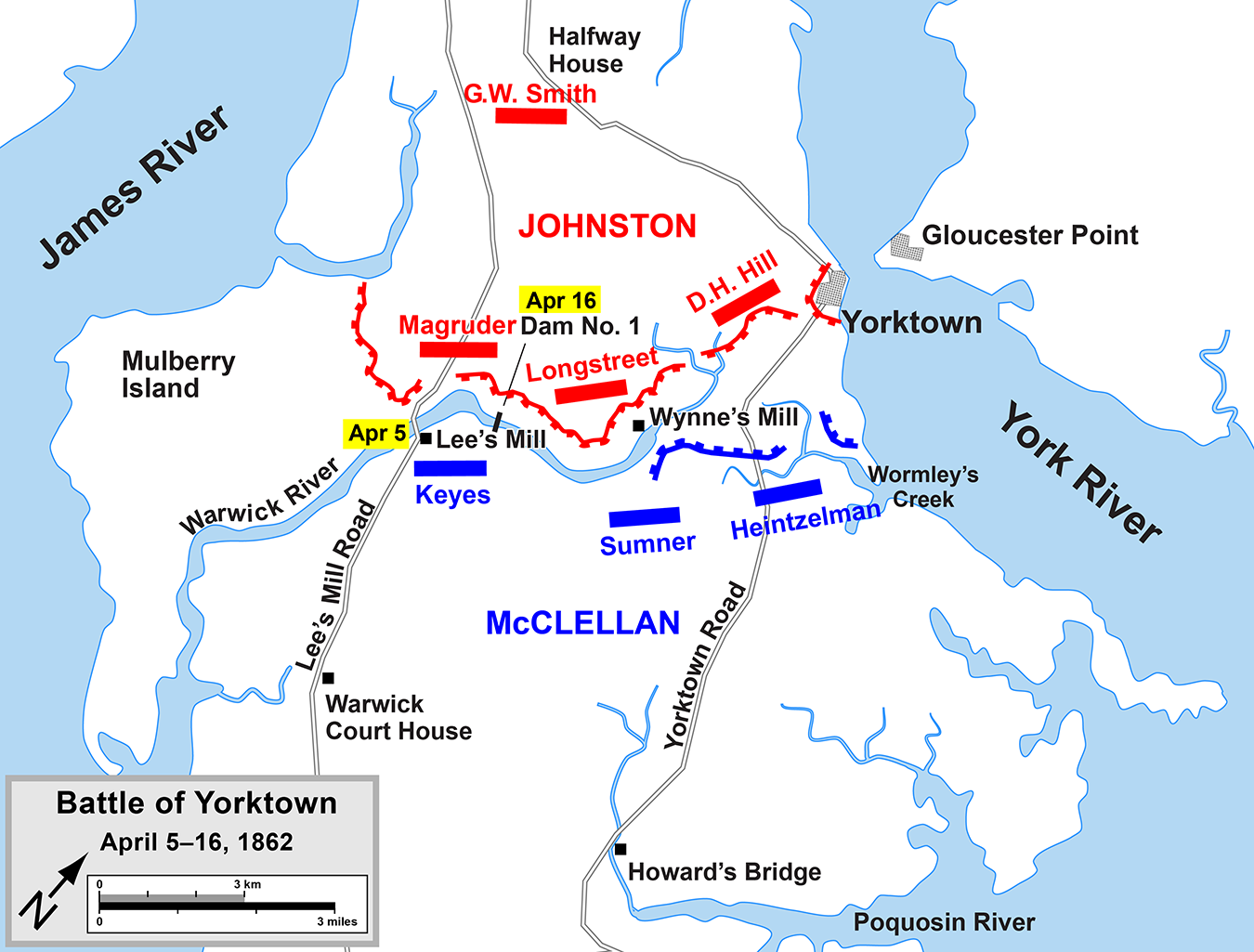
Batalla de Yorktown
Confederados
Unión

El 4 de abril de 1862, el Ejército de la Unión atravesó la línea de defensa inicial de Magruder, pero al día siguiente se encontró con su más eficaz Línea Warwick. La naturaleza del terreno hacía difícil determinar la disposición exacta de las fuerzas confederadas. McClellan estimó correctamente que los confederados tenían entre 15.000 y 18.000 soldados en la línea defensiva. Se ha dicho que Magruder intentó engañar moviendo la infantería y la artillería de manera ruidosa y ostentosa para hacer que los defensores parecieran ser una fuerza mucho más grande que sus efectivos reales. Sin embargo, sus informes no lo mencionan y no se puede encontrar ninguna referencia antes de 1988 que así lo afirme. Los días 6 y 7 de abril McClellan estimó correctamente (dados los refuerzos de Magruder) que 30.000 soldados estaban en Yorktown. Las tropas continuaron llegando y el 20 de abril McClellan estimó correctamente que "más de 80.000" estaban en Yorktown.
McClellan tenía cinco divisiones disponibles y avanzaba en dos columnas. El 4° cuerpo de ejército de dos divisiones bajo Keyes avanzó hacia Lee's Mill, mientras que el 3° cuerpo de ejército de dos divisiones bajo Heintzelman avanzó hacia Yorktown propiamente dicha. Mantuvo su última división (Sedgwick) en reserva para comprometerse con cualquiera de las dos columnas. La división principal del cuerpo de Keyes bajo Smith se puso en contacto con el puesto en Lee's Mill a principios de la tarde del día 5. Tenía dos brigadas (Davidson y Hancock) y una batería (Wheeler) a mano e intentó suprimir la artillería enemiga superior. Perdió el tiroteo y a pesar de una orden de McClellan a Keyes de "atacar con todas sus fuerzas, aunque sólo sea con la bayoneta", Smith se retiró a Warwick Court House. El 3° cuerpo de ejército avanzó directamente hacia Yorktown, pero fue detenido por fuego de artillería pesada.
Esa noche McClellan ordenó que dos brigadas marcharan por toda la fachada de la línea enemiga. Al día siguiente (6 de abril) Hancock y Burns tomaron parte de sus brigadas y marcharon por toda la fachada para provocar el fuego enemigo. Hancock tomó la 6.ª Infantería de Maine y la 5.ª de Wisconsin de izquierda a derecha, y Burns fue de derecha a izquierda. Esto demostró que no había ninguna brecha en el río que pudiera ser asaltada fácilmente. Esa noche comenzó una gran tormenta, y evitó todos los movimientos de tropas hasta el día 10. El 9 de abril, Hancock realizó un reconocimiento alrededor de la presa número uno, donde Magruder había ensanchado el Warwick para crear un obstáculo de agua en las cercanías. El piquete rebelde estaba a lo largo de Garrow Ridge, en el lado este del río. Hancock se alejó de los piquetes confederados y tomó algunos prisioneros. Smith y el ingeniero adjunto (Comstock) notaron que este era el único lugar a lo largo del río donde el suelo era más alto en la orilla este que en la occidental, y por lo tanto era vulnerable. McClellan reprendió a Smith por no aprovechar la oportunidad de atacar diciendo "si hubieras ido y tenido éxito, habrías sido un general de División". Hancock consideró esta área como un punto débil en la línea, pero su mensajero fue capturado por los rebeldes en ruta al cuartel general de Smith. Keyes creía que las fortificaciones de la Línea Warwick no podían ser tomadas por asalto y así lo informó McClellan.
Durante esta fase, el profesor Thaddeus S. C. Lowe del Cuerpo de Globos del Ejército de la Unión utilizó dos globos, el Constitution y el Intrepid, para realizar observaciones aéreas. El 11 de abril, el Intrepid transportó al general de brigada Fitz John Porter, comandante de división del V Cuerpo, pero vientos inesperados enviaron el globo sobre líneas enemigas, causando gran consternación en el comando de la Unión antes de que otros vientos lo pusieran a salvo. El capitán confederado John Bryan sufrió un percance similar en un globo aerostático sobre las líneas de Yorktown.

### Presa número uno[16]

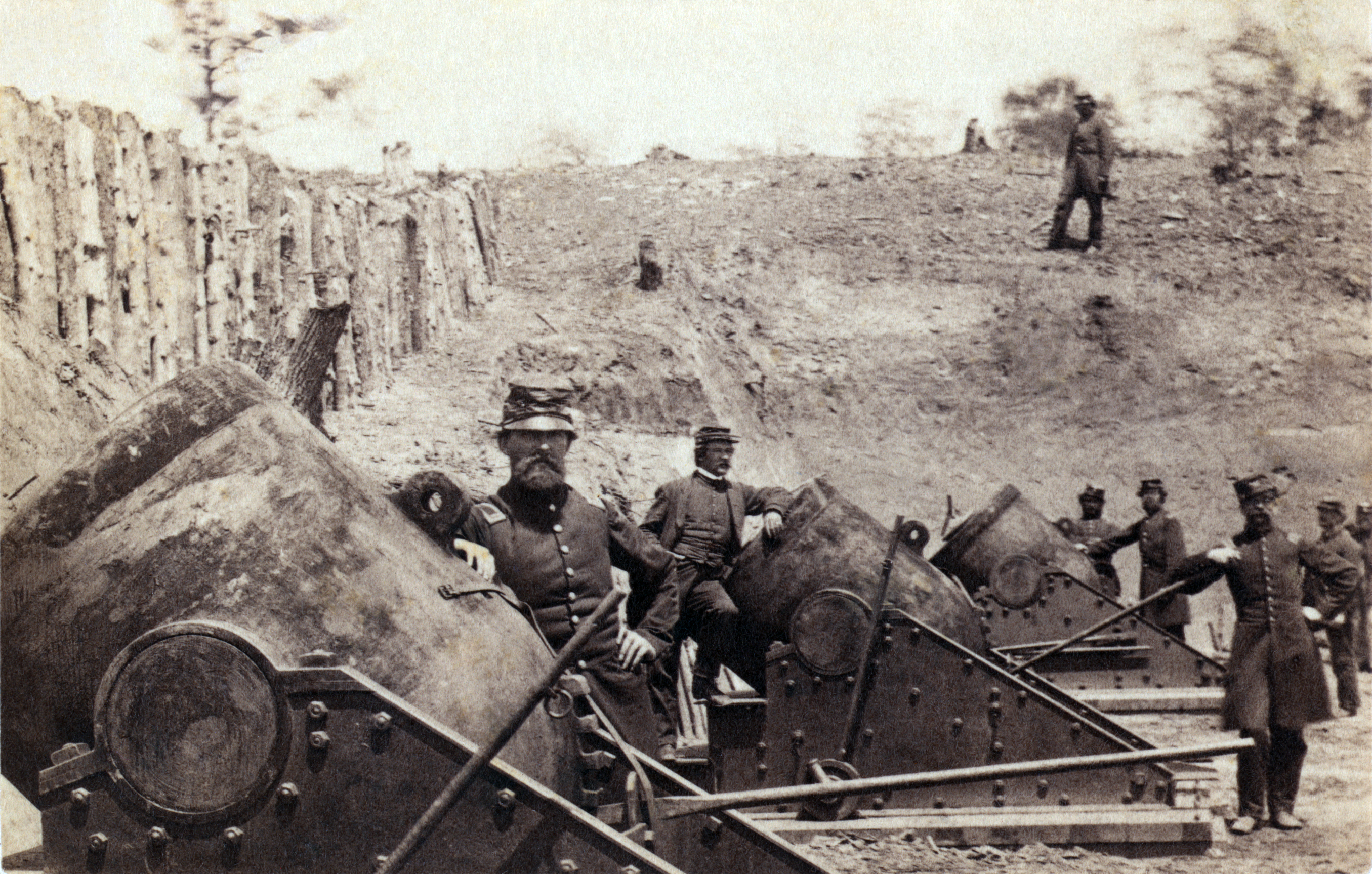
Batería de la Unión con morteros costeros de 13 pulgadas (330 mm), modelo 1861, durante el asedio de Yorktown, Virginia 1862.

Fue para asombro de los confederados (que habían estimado su fuerza en 200.000, cuatro veces el número real), y para consternación del presidente Abraham Lincoln que McClellan no atacó inmediatamente. McClellan deseaba cambiar la posición con un movimiento anfibio o encontrar un punto débil donde un asalto tuviera una posibilidad razonable de éxito. La Armada se negó a cooperar, pero el 14 de abril se informó finalmente a McClellan de que se había encontrado un punto débil en la presa número 1. McClellan desarrolló un plan de ataque en ese momento. Inicialmente una división (Smith) tomaría y ocuparía la cresta de Garrow Ridge con vistas a las presas. Esto impediría que los rebeldes siguieran trabajando en un fuerte que estaban construyendo en la orilla del río e impediría que los exploradores rebeldes encontraran a las fuerzas de asalto. Luego reuniría una gran fuerza detrás de la cresta y atacaría las fortificaciones rebeldes. El 15 de abril se enviaron órdenes a Smith para ocupar Garrow Ridge y sondear las fortificaciones rebeldes para ver si había un claro en el bosque detrás del cruce. Todas las unidades no comprometidas (la División de Casey, la División de Richardson y la brigada de Naglee) recibieron la orden de reunirse listas para atacar en los días siguientes.
Las operaciones de Smith fueron una debacle. Inicialmente, McClellan tuvo mucho éxito en la toma de Garrow Ridge y en el avance de una pequeña fuerza para ahuyentar a los rebeldes, pero consideró que la tarea estaba terminada y regresó a su cuartel general para organizar el movimiento de las unidades de asalto a la posición en la que se encontraban. Smith entonces decidió avanzar una pequeña fuerza de Vermonters a través de la presa en contra de sus órdenes. Fueron rápidamente inmovilizados cuando la brigada del general de brigada Howell Cobb, apoyada por otros dos, cayó sobre esta pequeña fuerza, y fueron conducidos hacia atrás. En el proceso colapsaron la presa y destruyeron el punto de cruce. Esto hizo que el asalto planeado fuera imposible. Smith enfrentó una severa crítica por su fracaso, y fue objeto de una caza de brujas por parte de un senador de Vermont.
El tambor Julian Scott, junto con el Sargento Primero Edward Holton y el Capitán Samuel E. Pingree recibieron la Medalla de Honor.

### Repercusiones de la presa N.º 1
En la mañana del 17 de abril era obvio que no se podía intentar ningún asalto en ningún momento. Los preparativos para el asedio en Yorktown consistieron en 15 baterías con más de 70 cañones pesados, incluyendo dos Parrotts de 200 libras y doce Parrotts de 100 libras, con el resto de las piezas rifladas divididas entre Parrotts de 20 libras y 30 libras y Rodman de 4,5 pulgadas (110 mm). Estos fueron suplementados por 41 morteros, con un tamaño que oscilaba entre 200 mm (8 pulgadas) y 330 mm (13 pulgadas) de morteros costeros, que pesaban más de 10 toneladas y disparaban proyectiles de un peso de 220 libras. Cuando se disparan al unísono, estas baterías arrojan más de 7.000 libras de artillería a las posiciones enemigas con cada descarga.
McClellan no había perdido la esperanza de conquistar Yorktown. El comandante de la flotilla del río York, Missroon, se había negado sistemáticamente a acercarse a las baterías de Yorktown, alegando la debilidad de su barco. Sin embargo, el 16 de abril el USS Sebago se unió a la flotilla, y su capitán informó rápidamente de la "cobardía" de Missroon. Missroon intentó dilatar las cosas diciendo que sólo atacaría Yorktown si la fortaleza opuesta de Gloucester Point era destruida primero. McClellan le dio la recién llegada división de Franklin como fuerza de desembarco, pero Missroon siguió encontrando razones para no desembarcarlos. Finalmente, el 30 de abril, Missroon fue relevado y reemplazado por el Comandante William Smith. Smith se acercó rápidamente a las baterías de Yorktown y las bombardeó. Esto precipitaría la retirada de Johnston.
Durante el resto del mes de abril, los confederados, que ahora suman unos 72.000 hombres bajo el mando directo de Johnston, mejoraron sus defensas mientras McClellan emprendió el laborioso proceso de transportar y colocar enormes baterías de artillería de asedio, que planeaba desplegar el 5 de mayo. Esto sería seguido por un asalto de seis divisiones contra "The Divide", una línea fortificada que contiene dos fuertes (llamados Redoubt y White Redoubt) unidos por una trinchera continua entre la cabeza del Warwick y la fortaleza principal de Yorktown.
Para Johnston, el bombardeo naval del 30 de abril y el bombardeo federal inicial con los cañones de asedio del 1 de mayo fueron una señal de que el tiempo se había acabado. Johnston envió su tren de suministros (que era pequeño ya que Yorktown estaba siendo abastecido por el agua) en dirección a Richmond el 3 de mayo. Esa noche los rebeldes dispararon toda la artillería posible para desalentar la persecución, y cuando la última infantería rebelde estaba despejada, dejando trampas explosivas y minas terrestres en sus trabajos, los artilleros pusieron largas mechas en el resto de la pólvora y se unieron a la retirada.Poco después de la medianoche del 4 de mayo, dos esclavos fugitivos se acercaron a la brigada de Hancock. Dijeron que los rebeldes se retiraban. Hancock envió el mensaje a Smith, quien fue despertado a las 2 a. m. con esta

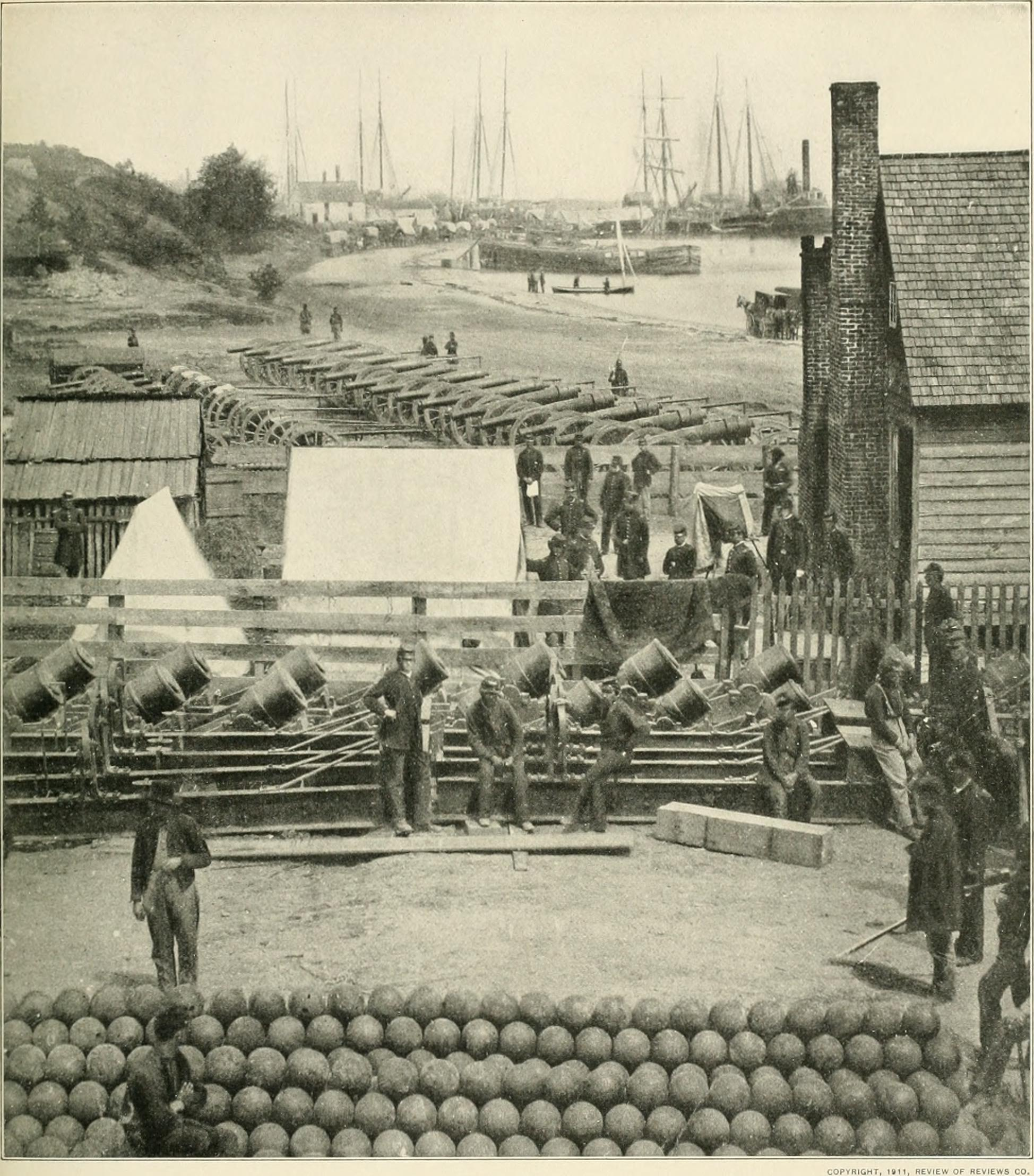
Cañones y artilleros de McClellan cerca del muelle inferior de Yorktown después de la evacuación de los confederados.

información, que fue seguida inmediatamente por el teniente George Custer reportando que había visto lo mismo desde un globo. Todavía aturdido, Smith envió al mensajero a Keyes, y ordenó a los piquetes que investigaran al amanecer. Custer no estaba satisfecho con esto y se dirigió a la brigada de Vermont de Brookes y le dijo. Inmediatamente despertó a su brigada y los colocó en su lugar para hacer un ataque al amanecer, y a las 5:30 a. m. los vermontes se apoderaron de las fortificaciones a las que habían sido repelidos el 16 de abril. El mensaje de Keyes aparentemente no llegó hasta bien entrada la mañana.
Mientras tanto, entre las 3.15 y las 4.00 horas, se informó al general Jameson de que se habían producido explosiones en Yorktown y que había había escaramuzas. Despertó al general Porter, el jefe del Asedio, con la información. Porter miró a Yorktown y descartó el rumor de que los rebeldes se estaban retirando. Sin embargo, a las 4.30 horas, tres soldados rebeldes se rindieron a los federales y fueron llevados a Jameson. Regresó a Porter, quien esta vez aceptó la información, ordenando que se enviaran inmediatamente exploradores y que varios regimientos ocuparan Yorktown al amanecer.
A las 5:30 a. m. la noticia llegó al cuartel general de McClellan. Despertado por la noticia, envió telegramas a Sumner, Smith y Porter para que avanzaran y averiguaran la verdad del asunto. Pronto llegaron otras noticias, y McClellan ordenó una persecución general. Envió a la caballería a las órdenes del general de brigada George Stoneman y ordenó a la división del general de brigada William B. Franklin que reabordara los transportes de la Marina, navegara por el río York e interrumpiera la retirada de Johnson. El escenario estaba listo para la siguiente batalla de Williamsburg y la batalla de Eltham's Landing.